# Cheng-Kung-Nationaluniversität

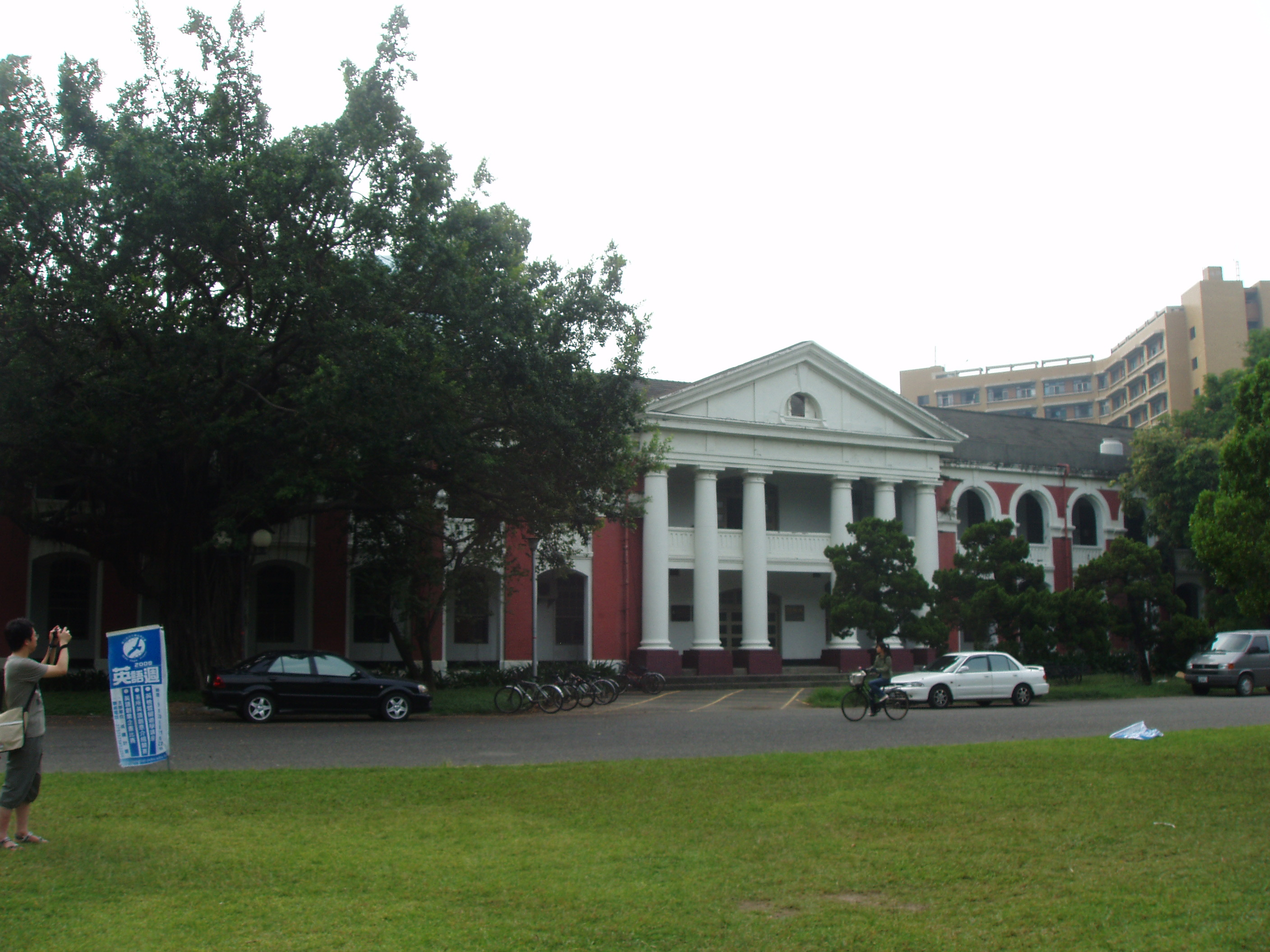
Historische Gebäude auf dem Hauptcampus

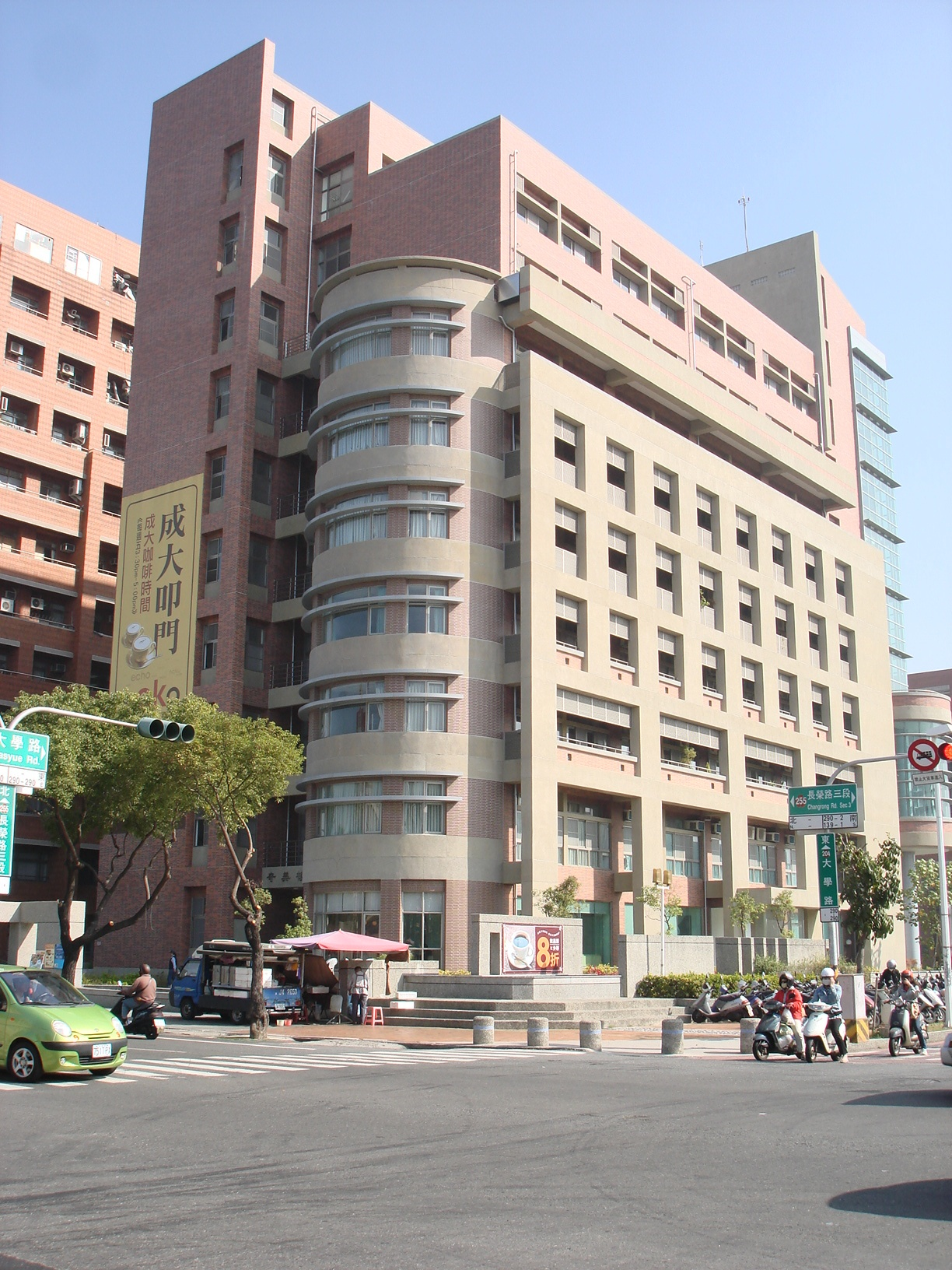
Qi-Mei-Gebäude (奇美樓) der Fakultät für Elektrotechnik auf dem Hauptcampus

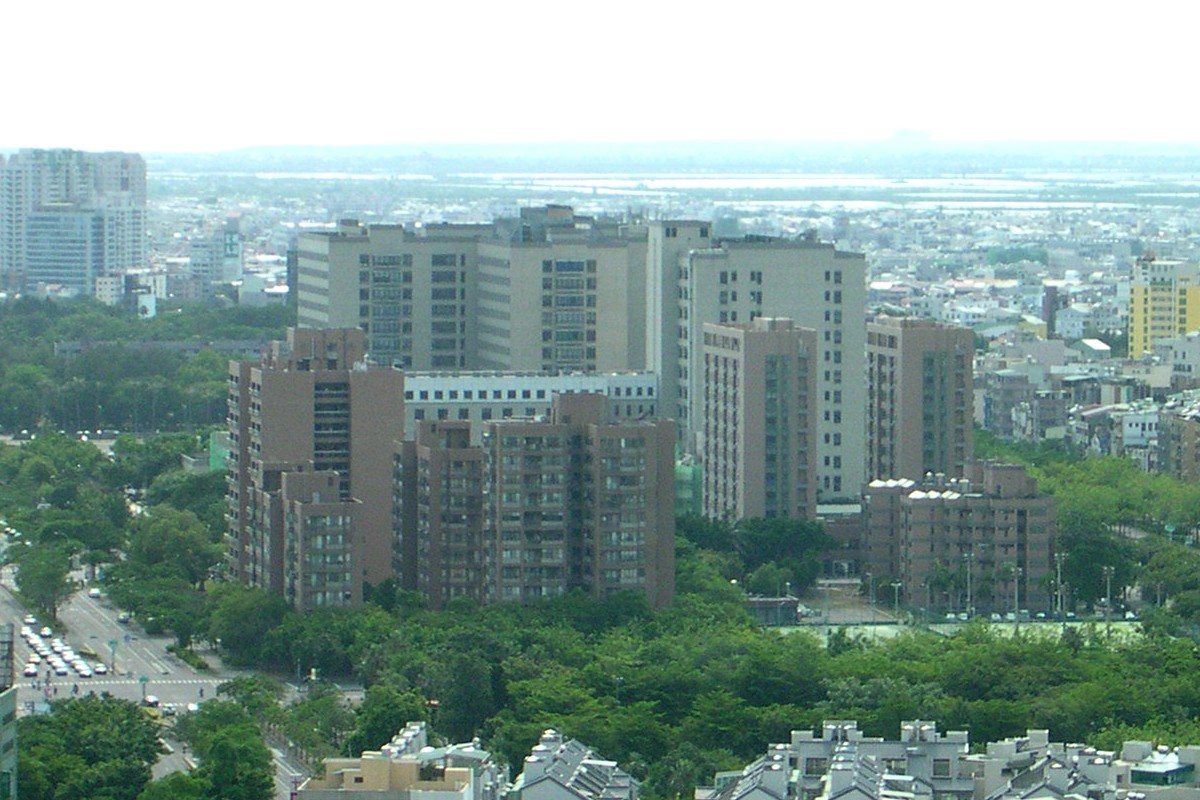
Gebäude des Universitätsklinikums auf dem Hauptcampus

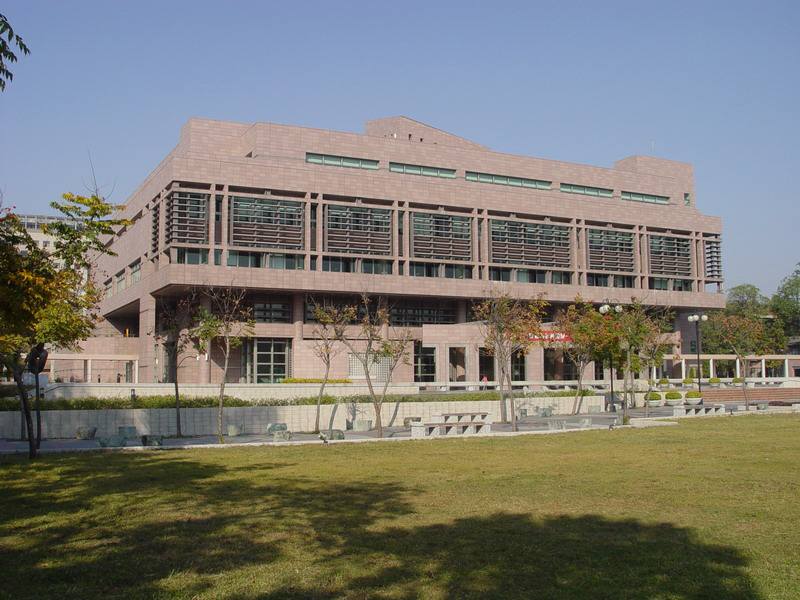
Universitätsbibliothek

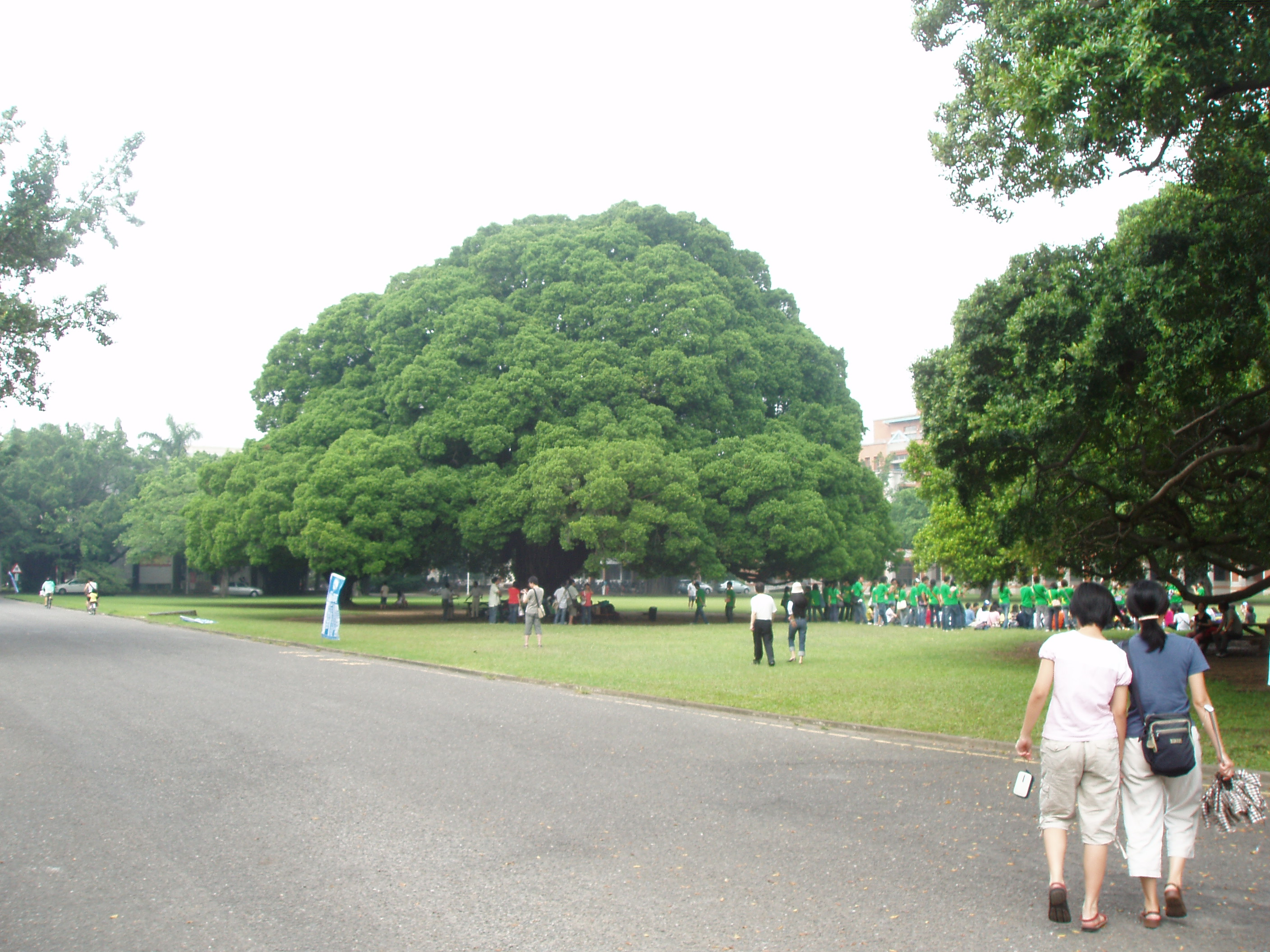
Banyan-Garten auf dem Hauptcampus

Die Cheng-Kung-Nationaluniversität (NCKU, chinesisch 國立成功大學, Pinyin Guólì Chénggōng Dàxué, englisch National Cheng Kung University) ist eine Universität in Tainan, Taiwan. Die Universität ist nach Zheng Chenggong (Koxinga) benannt, der im 17. Jahrhundert die Niederländer besiegt und das Königreich Dongning auf Taiwan gegründet hatte. Inoffiziell wird die Universität häufig ‚Chengda‘ (成大,  Chéng dà) abgekürzt.

## Geschichte
Der Vorläufer der späteren Nationaluniversität war die am 15. Januar 1931 zur Zeit der japanischen Herrschaft in Taiwan auf Veranlassung des Generalgouverneurs von Taiwan gegründete Technische Höhere Schule Tainan (臺南高等工業學校,  Táinán Gāoděng Gōngyè Xuéxiào). Nach Übernahme Taiwans durch die Republik China im Jahr 1945 wurde die Lehreinrichtung 1946 als Technische Hochschule der Provinz Taiwan (臺灣省立工學院,  Táiwān Shěng Lì Gōng Xuéyuàn) reorganisiert. Ab 1952 erhielt die Einrichtung finanzielle Unterstützung aus den Vereinigten Staaten und ging eine langfristige Kooperation mit der Purdue University in West Lafayette (Indiana) ein, um die eigenen Ausbildungsstandards an ein internationales Niveau anzupassen. 1956 wurden Fakultäten für Geisteswissenschaften, Naturwissenschaften und Wirtschaftswissenschaften eingerichtet und die Hochschule zur Taiwanischen Cheng-Kung-Provinzuniversität (臺灣省立成功大學,  Táiwān Shěng Lì Chénggōng Dàxué) erhoben. Die neue Universität verstand sich als die führende Hochschule Süd-Taiwans, analog zur führenden Rolle der Nationaluniversität Taiwan in Nord-Taiwan. 1971 wurde die Provinzuniversität zur Cheng-Kung-Nationaluniversität (國立成功大學,  Guólì Chénggōng Dàxué) erhoben, was neben einer höheren Reputation auch eine verbesserte Finanzausstattung zur Folge hatte. 1983 wurde eine Medizinische Fakultät eingerichtet, 1987 kam eine Versuchsanstalt für Aeronautik und Experimentelle Astrophysik hinzu und 1988 wurde die neu erbaute Universitätsklinik eröffnet. 1997 nahm die Fakultät für Sozialwissenschaften ihren Lehrbetrieb auf, 2003 folgten die Fakultäten für Elektrotechnik und Computerwissenschaften sowie für Planung und Design. Als letzte der heute bestehenden neun Fakultäten wurde 2005 die Fakultät für Biowissenschaften und Biotechnologie eingerichtet.

## Campusse und Standorte
Die NCKU verfügt über vier Haupt-Campusse, drei davon im Stadtgebiet von Tainan und einer im Landkreis Yunlin.
- Hauptcampus im Nord- und Ostbezirk von Tainan (校總區,  Xiàozǒng Qū)
- Campus Süd im Stadtbezirk Annan von Tainan (南校區,  Nán Xiàoqū)
- Campus Guiren im Stadtbezirk Guiren von Tainan (歸仁校區,  Guīrén Xiàoqū)
- Campus Douliu in der Stadt Douliu im Landkreis Yunlin (斗六校區,  Dòuliù Xiàoqū)

## Organisation
Im Oktober 2018 gab es neun Fakultäten (學院,  Xuéyuàn, englisch Colleges) gegliedert. Diese waren in 43 Abteilungen und 35 unabhängige Institute unterteilt. Angeboten wurden 14 Studiengänge mit 45 Bachelor-Abschlüssen und 106 Master-Abschlüssen (davon 25 berufsbegleitende Masterkurse). Es gab 59 Doktoranden-Forschungszentren.

## Kooperationen
Im Jahr 2012 ging die NCKU eine Kooperation mit der Sun-Yat-sen-Nationaluniversität, der Chung-Hsing-Nationaluniversität und der Chung-Cheng-Nationaluniversität ein (Taiwan Comprehensive University System, informell die Taiwan T4 Alliance), mit dem Ziel, einer Vereinheitlichung und Bündelung der Forschungsaktivitäten in Süd- und Zentraltaiwan.
Im Mai 2019 eröffnete die Technische Universität Darmstadt ein Büro auf dem Campus der NCKU. Die beiden Universitäten sind seit 1987 Partner in Forschung und Lehre.
Im Jahr 2015 kamen von den 21.805 Studenten 1971 (9,0 %) aus dem Ausland.

## Bisherige Präsidenten
Im Folgenden sind die bisherigen Präsidenten der CKNU bzw. deren Vorläuferinstitutionen seit 1946 mit Amtszeit aufgelistet.
| Name                       | Amtszeit  |
| -------------------------- | --------- |
| Shih-An Wang (王石安)      | 1946–1952 |
| Ta-Chun Chin (秦大鈞)      | 1952–1957 |
| Cheng-Hsing Yen (閻振興)   | 1957–1965 |
| Yun-Ping Lo (羅雲平)       | 1965–1971 |
| Chao Nee (倪超)            | 1971–1978 |
| Wei-Noon Wang (王唯農)     | 1978–1980 |
| Han-Min Hsia (夏漢民)      | 1980–1988 |
| Jer-Ru Maa (馬哲儒)        | 1988–1994 |
| Jin Wu (吳京)              | 1994–1996 |
| Ting-Chia Huang (黃定加)   | 1996–1996 |
| Cheng-I Weng (翁政義)      | 1997–2000 |
| Hung-Shan Weng (翁鴻山)    | 2000–2001 |
| Chiang Kao (高強)          | 2001–2007 |
| Ming-Chiao Lai (賴明詔)    | 2007–2011 |
| Hwung-Hweng Hwung (黃煌煇) | 2011–2015 |
| Huey-Jen Su (蘇慧貞)       | 2015–     |
| 1.                         |           |